# Neuville-sur-Escaut

Neuville-sur-Escaut este o comună în departamentul Nord, Franța. În 1 ianuarie 2022 avea o populație de 2.759 de locuitori.